# Eishockey-Europapokal 1989/90
Der Eishockey-Europapokal in der Saison 1989/90 war die 25. Austragung des gleichnamigen Wettbewerbs durch die Internationale Eishockey-Föderation IIHF. Der Wettbewerb begann im Oktober 1989; das Finale wurde im Februar 1990 ausgespielt. Insgesamt nahmen 20 Mannschaften teil. Der ZSKA Moskau verteidigte zum zwölften Mal in Folge den Titel.

## Modus und Teilnehmer
Die Landesmeister des Spieljahres 1988/89 der europäischen Mitglieder der IIHF waren für den Wettbewerb qualifiziert. Der Wettbewerb wurde erstmals mit einer Vorrunde in vier Vierergruppen im einfachen Modus ausgespielt. Anschließend spielten acht Mannschaften in zwei Vierergruppen die Finalteilnehmer aus. Das Finale wurde in einer Vierergruppe der Gruppenersten und -zweiten der Zwischenrunde im Modus Jeder-gegen-Jeden ausgespielt.
| - Steaua Bukarest - Français Volants de Paris - Durham Wasps - Gunco Panda’s Rotterdam - IL Sparta Sarpsborg | - Ferencváros Budapest - Spartak-Lewski Sofia - KHL Medveščak Zagreb - SG Dynamo Weißwasser - AS Varese | - CG Puigcerdà-La-Molina - SC Bern - Polonia Bytom - Frederikshavn IK - EV Innsbruck | - SB Rosenheim - TPS Turku (gesetzt für die Zwischenrunde) - TJ Tesla Pardubice (gesetzt für die Zwischenrunde) - Djurgårdens IF Stockholm (gesetzt für die Zwischenrunde) - ZSKA Moskau (Titelverteidiger; gesetzt für die Zwischenrunde) |

## Turnier

### Vorrunde
Die Vorrunde des Europapokals wurde vom 13. bis zum 15. Oktober 1989 in vier Gruppen ausgespielt. Die Spielorte waren Rotterdam in den Niederlanden, Bern in der Schweiz, Zagreb in der SFR Jugoslawien und Frederikshavn in Dänemark. Die jeweiligen Gruppensieger erreichten die Zwischenrunde.

#### Gruppe A
Die Spiele der Gruppe A wurden im niederländischen Rotterdam ausgetragen. Die Spiele fanden in der IJsbaan Valkenburg statt.
| 13. Oktober 1989 | Français Volants de Paris | 7:7 (1:2, 2:2, 4:3) | Polonia Bytom | IJsbaan Valkenburg, Rotterdam |

| 13. Oktober 1989 | Gunco Panda’s Rotterdam | 10:1 (3:0, 4:0, 3:1) | Durham Wasps | IJsbaan Valkenburg, Rotterdam |

| 14. Oktober 1989 | Durham Wasps | 7:7 (4:4, 2:1, 1:2) | Polonia Bytom | IJsbaan Valkenburg, Rotterdam |

| 14. Oktober 1989 | Gunco Panda’s Rotterdam | 5:3 (3:0, 2:0, 0:3) | Français Volants de Paris | IJsbaan Valkenburg, Rotterdam |

| 15. Oktober 1989 | Gunco Panda’s Rotterdam | 3:3 (3:0, 0:2, 0:1) | Polonia Bytom | IJsbaan Valkenburg, Rotterdam |

| 15. Oktober 1989 | Durham Wasps | 1:5 (0:1, 0:2, 1:2) | Français Volants de Paris | IJsbaan Valkenburg, Rotterdam |

| Pl. |                           | Sp | S | U | N | Tore  | Punkte |
| --- | ------------------------- | -- | - | - | - | ----- | ------ |
| 1.  | Gunco Panda’s Rotterdam   | 3  | 2 | 1 | 0 | 18:07 | 5:1    |
| 2.  | Français Volants de Paris | 3  | 1 | 1 | 1 | 15:13 | 3:3    |
| 3.  | Polonia Bytom             | 3  | 0 | 3 | 0 | 17:17 | 3:3    |
| 4.  | Durham Wasps              | 3  | 0 | 1 | 2 | 09:22 | 1:5    |

#### Gruppe B
Die Spiele der Gruppe B wurden im schweizerischen Bern ausgetragen. Die Spiele fanden im 16.464 Zuschauer fassenden Eisstadion Allmend statt.
| 13. Oktober 1989 | AS Varese | 18:0* (5:0, 8:0, 5:0) | CG Puigcerdà-La-Molina | Eisstadion Allmend, Bern |

| 13. Oktober 1989 | SC Bern | 7:0 (2:0, 2:0, 3:0) | EV Innsbruck | Eisstadion Allmend, Bern |

| 14. Oktober 1989 | EV Innsbruck | 5:5 (2:2, 1:3, 2:0) | AS Varese | Eisstadion Allmend, Bern |

| 14. Oktober 1989 | SC Bern | 18:2 (8:0, 4:2, 6:0) | CG Puigcerdà-La-Molina | Eisstadion Allmend, Bern |

| 15. Oktober 1989 | EV Innsbruck | 18:3 (7:2, 5:0, 6:1) | CG Puigcerdà-La-Molina | Eisstadion Allmend, Bern |

| 15. Oktober 1989 | AS Varese | 1:5 (1:1, 0:1, 0:3) | SC Bern | Eisstadion Allmend, Bern |

| Pl. |                        | Sp | S | U | N | Tore  | Punkte |
| --- | ---------------------- | -- | - | - | - | ----- | ------ |
| 1.  | SC Bern                | 3  | 3 | 0 | 0 | 30:03 | 6:0    |
| 2.  | AS Varese              | 3  | 1 | 1 | 1 | 24:10 | 3:3    |
| 3.  | EV Innsbruck           | 3  | 1 | 1 | 1 | 23:15 | 3:3    |
| 4.  | CG Puigcerdà-La-Molina | 3  | 0 | 0 | 3 | 05:54 | 0:6    |

* Aufgrund des Einsatzes des nicht spielberechtigten kanadischen Torwarts Ian Wood wurden Puigcerdà-La-Molina die eigentlich zwei erzielten Tore aberkannt.

#### Gruppe C
Die Spiele der Gruppe C wurden im jugoslawischen Zagreb ausgetragen. Die Spiele fanden im 6.300 Zuschauer fassenden Dom sportova statt.
| 13. Oktober 1989 | SB Rosenheim | 3:3 (0:2, 3:1, 0:0) | SG Dynamo Weißwasser | Dom sportova, Zagreb |

| 13. Oktober 1989 | KHL Medveščak Zagreb | 12:0 (5:0, 4:0, 3:0) | Spartak-Lewski Sofia | Dom sportova, Zagreb |

| 14. Oktober 1989 | SB Rosenheim | 18:1 (5:1, 10:0, 3:0) | Spartak-Lewski Sofia | Dom sportova, Zagreb |

| 14. Oktober 1989 | KHL Medveščak Zagreb | 6:8 (1:1, 3:3, 2:4) | SG Dynamo Weißwasser | Dom sportova, Zagreb |

| 15. Oktober 1989 | SG Dynamo Weißwasser | 7:0 (2:0, 3:0, 2:0) | Spartak-Lewski Sofia | Dom sportova, Zagreb |

| 15. Oktober 1989 | KHL Medveščak Zagreb | 6:10 (1:2, 2:4, 3:4) | SB Rosenheim | Dom sportova, Zagreb |

| Pl. |                      | Sp | S | U | N | Tore  | Punkte |
| --- | -------------------- | -- | - | - | - | ----- | ------ |
| 1.  | SB Rosenheim         | 3  | 2 | 1 | 0 | 31:10 | 5:1    |
| 2.  | SG Dynamo Weißwasser | 3  | 2 | 1 | 0 | 18:09 | 5:1    |
| 3.  | KHL Medveščak Zagreb | 3  | 1 | 0 | 2 | 24:18 | 2:4    |
| 4.  | Spartak-Lewski Sofia | 3  | 0 | 0 | 3 | 01:37 | 0:6    |

#### Gruppe D
Die Spiele der Gruppe D wurden im dänischen Frederikshavn ausgetragen. Die Spiele fanden im 2.490 Zuschauer fassenden Isstadion statt.
| 13. Oktober 1989 | IL Sparta Sarpsborg | 10:5 (3:2, 5:0, 2:3) | Ferencváros Budapest | Isstadion, Frederikshavn |

| 13. Oktober 1989 | Frederikshavn IK | 2:4 (0:0, 1:1, 1:3) | Steaua Bukarest | Isstadion, Frederikshavn |

| 14. Oktober 1989 | Frederikshavn IK | 6:6 (1:2, 2:3, 3:1) | Ferencváros Budapest | Isstadion, Frederikshavn |

| 14. Oktober 1989 | Steaua Bukarest | 2:4 (1:2, 0:0, 1:2) | IL Sparta Sarpsborg | Isstadion, Frederikshavn |

| 15. Oktober 1989 | Frederikshavn IK | 7:5 (1:4, 4:1, 2:0) | IL Sparta Sarpsborg | Isstadion, Frederikshavn |

| 15. Oktober 1989 | Ferencváros Budapest | 2:7 (0:3, 1:1, 1:3) | Steaua Bukarest | Isstadion, Frederikshavn |

| Pl. |                      | Sp | S | U | N | Tore  | Punkte |
| --- | -------------------- | -- | - | - | - | ----- | ------ |
| 1.  | IL Sparta Sarpsborg  | 3  | 2 | 0 | 1 | 19:14 | 4:2    |
| 2.  | Steaua Bukarest      | 3  | 2 | 0 | 1 | 13:08 | 4:2    |
| 3.  | Frederikshavn IK     | 3  | 1 | 1 | 1 | 15:15 | 3:3    |
| 4.  | Ferencváros Budapest | 3  | 0 | 1 | 2 | 13:23 | 1:5    |

### Zwischenrunde
Die Zwischenrunde des Europapokals wurde vom 17. bis zum 19. November 1989 in zwei Gruppen ausgespielt. Die Spielorte waren Bern in der Schweiz und Rosenheim in Deutschland. Die vier Gruppensieger der Vorrunde qualifizierten sich zur Teilnahme. Die Sieger der Vorrundengruppen A und B, die Gunco Panda’s Rotterdam und der SC Bern, spielten in der Zwischenrundengruppe A; die Sieger der Vorrundengruppen C und D, SB Rosenheim und IL Sparta Sarpsborg, nahmen an der Zwischenrundengruppe B teil.

#### Gruppe A
Die Spiele der Gruppe A wurden im schweizerischen Bern ausgetragen. Die Spiele fanden im 16.464 Zuschauer fassenden Eisstadion Allmend statt.
| 17. November 1989 | SC Bern | 3:2 (1:1, 0:0, 2:1) | Gunco Panda’s Rotterdam | Eisstadion Allmend, Bern |

| 17. November 1989 | ZSKA Moskau | 4:1 (4:0, 0:1, 0:0) | TPS Turku | Eisstadion Allmend, Bern |

| 18. November 1989 | SC Bern | 1:4 (0:1, 1:2, 0:1) | TPS Turku | Eisstadion Allmend, Bern |

| 18. November 1989 | Gunco Panda’s Rotterdam | 2:14 (0:2, 1:6, 1:6) | ZSKA Moskau | Eisstadion Allmend, Bern |

| 19. November 1989 | SC Bern | 5:13 (1:2, 2:5, 2:6) | ZSKA Moskau | Eisstadion Allmend, Bern |

| 19. November 1989 | Gunco Panda’s Rotterdam | 3:7 (0:2, 2:3, 1:1) | TPS Turku | Eisstadion Allmend, Bern |

| Pl. |                         | Sp | S | U | N | Tore  | Punkte |
| --- | ----------------------- | -- | - | - | - | ----- | ------ |
| 1.  | ZSKA Moskau             | 3  | 3 | 0 | 0 | 31:08 | 6:0    |
| 2.  | TPS Turku               | 3  | 2 | 0 | 1 | 12:08 | 4:2    |
| 3.  | SC Bern                 | 3  | 1 | 0 | 2 | 09:19 | 2:4    |
| 4.  | Gunco Panda’s Rotterdam | 3  | 0 | 0 | 3 | 07:24 | 0:6    |

#### Gruppe B
Die Spiele der Gruppe B wurden im deutschen Rosenheim ausgetragen. Die Spiele fanden im 7.200 Zuschauer fassenden Marox-Stadion statt.
| 17. November 1989 | Djurgårdens IF Stockholm | 10:0 (3:0, 3:0, 4:0) | IL Sparta Sarpsborg | Marox-Stadion, Rosenheim |

| 17. November 1989 | SB Rosenheim | 5:4 (4:1, 1:3, 0:0) | TJ Tesla Pardubice | Marox-Stadion, Rosenheim |

| 18. November 1989 | Djurgårdens IF Stockholm | 5:1 (1:0, 2:0, 2:1) | TJ Tesla Pardubice | Marox-Stadion, Rosenheim |

| 18. November 1989 | SB Rosenheim | 8:5 (2:1, 4:3, 2:1) | IL Sparta Sarpsborg | Marox-Stadion, Rosenheim |

| 19. November 1989 | SB Rosenheim | 4:4 (1:2, 1:2, 2:0) | Djurgårdens IF Stockholm | Marox-Stadion, Rosenheim |

| 19. November 1989 | IL Sparta Sarpsborg | 4:6 (0:1, 2:3, 2:2) | TJ Tesla Pardubice | Marox-Stadion, Rosenheim |

| Pl. |                          | Sp | S | U | N | Tore  | Punkte |
| --- | ------------------------ | -- | - | - | - | ----- | ------ |
| 1.  | Djurgårdens IF Stockholm | 3  | 2 | 1 | 0 | 19:05 | 5:1    |
| 2.  | SB Rosenheim             | 3  | 2 | 1 | 0 | 17:13 | 5:1    |
| 3.  | TJ Tesla Pardubice       | 3  | 1 | 0 | 2 | 11:14 | 2:4    |
| 4.  | IL Sparta Sarpsborg      | 3  | 0 | 0 | 3 | 09:24 | 0:6    |

### Finalturnier
Das Finalturnier wurde vom 2. bis 4. Februar 1990 im deutschen West-Berlin ausgetragen.
| 2. Februar 1990 | ZSKA Moskau | 5:1 (3:0, 2:1, 0:0) | Djurgårdens IF Stockholm | West-Berlin |

| 2. Februar 1990 | SB Rosenheim | 2:4 (1:2, 0:2, 1:0) | TPS Turku | West-Berlin |

| 3. Februar 1990 | Djurgårdens IF Stockholm | 4:2 (1:0, 2:1, 1:1) | SB Rosenheim | West-Berlin |

| 3. Februar 1990 | ZSKA Moskau | 4:2 (0:1, 1:0, 3:1) | TPS Turku | West-Berlin |

| 4. Februar 1990 | ZSKA Moskau | 6:0 (0:0, 3:0, 3:0) | SB Rosenheim | West-Berlin |

| 4. Februar 1990 | TPS Turku | 4:3 (2:1, 2:2, 0:0) | Djurgårdens IF Stockholm | West-Berlin |

| Pl. |                          | Sp | S | U | N | Tore  | Punkte |
| --- | ------------------------ | -- | - | - | - | ----- | ------ |
| 1.  | ZSKA Moskau              | 3  | 3 | 0 | 0 | 15:03 | 6:0    |
| 2.  | TPS Turku                | 3  | 2 | 0 | 1 | 10:09 | 4:2    |
| 3.  | Djurgårdens IF Stockholm | 3  | 1 | 0 | 2 | 08:11 | 2:4    |
| 4.  | SB Rosenheim             | 3  | 0 | 0 | 3 | 04:14 | 0:6    |

#### Beste Scorer
Abkürzungen: G = Tore, A = Assists, Pts = Punkte; Fett: Turnierbestwert
| Spieler            | Team      | G | A | Pts |
| ------------------ | --------- | - | - | --- |
| Pawel Bure         | Moskau    | 2 | 5 | 7   |
| Kari Jalonen       | Turku     | 0 | 5 | 5   |
| Waleri Kamenski    | Moskau    | 2 | 2 | 4   |
| Ari Vuori          | Turku     | 1 | 3 | 4   |
| Jewgeni Dawydow    | Moskau    | 2 | 1 | 3   |
| Andrei Chomutow    | Moskau    | 2 | 1 | 3   |
| Ernst Höfner       | Rosenheim | 1 | 2 | 3   |
| Sergei Fjodorow    | Moskau    | 1 | 2 | 3   |
| Jari Hirsimäki     | Turku     | 1 | 2 | 3   |
| Wjatscheslaw Bykow | Moskau    | 0 | 3 | 3   |

### Siegermannschaft
| Europapokalsieger ZSKA Moskau | Torhüter: Alexei Iwaschkin, Maxim Michailowski Verteidiger: Alexei Gussarow, Alexei Kassatonow, Wladimir Konstantinow, Igor Krawtschuk, Wladimir Malachow, Igor Malychin, Igor Stelnow, Sergei Subow Angreifer: Pawel Bure, Wjatscheslaw Buzajew, Wjatscheslaw Bykow, Andrei Chomutow, Jewgeni Dawydow, Sergei Fjodorow, Waleri Kamenski, Pawel Kostitschkin, Andrei Kowalenko, Oleg Petrow, Jewgeni Schastin, Ihor Tschybyrjew Cheftrainer: Wiktor Tichonow |